# 苦行

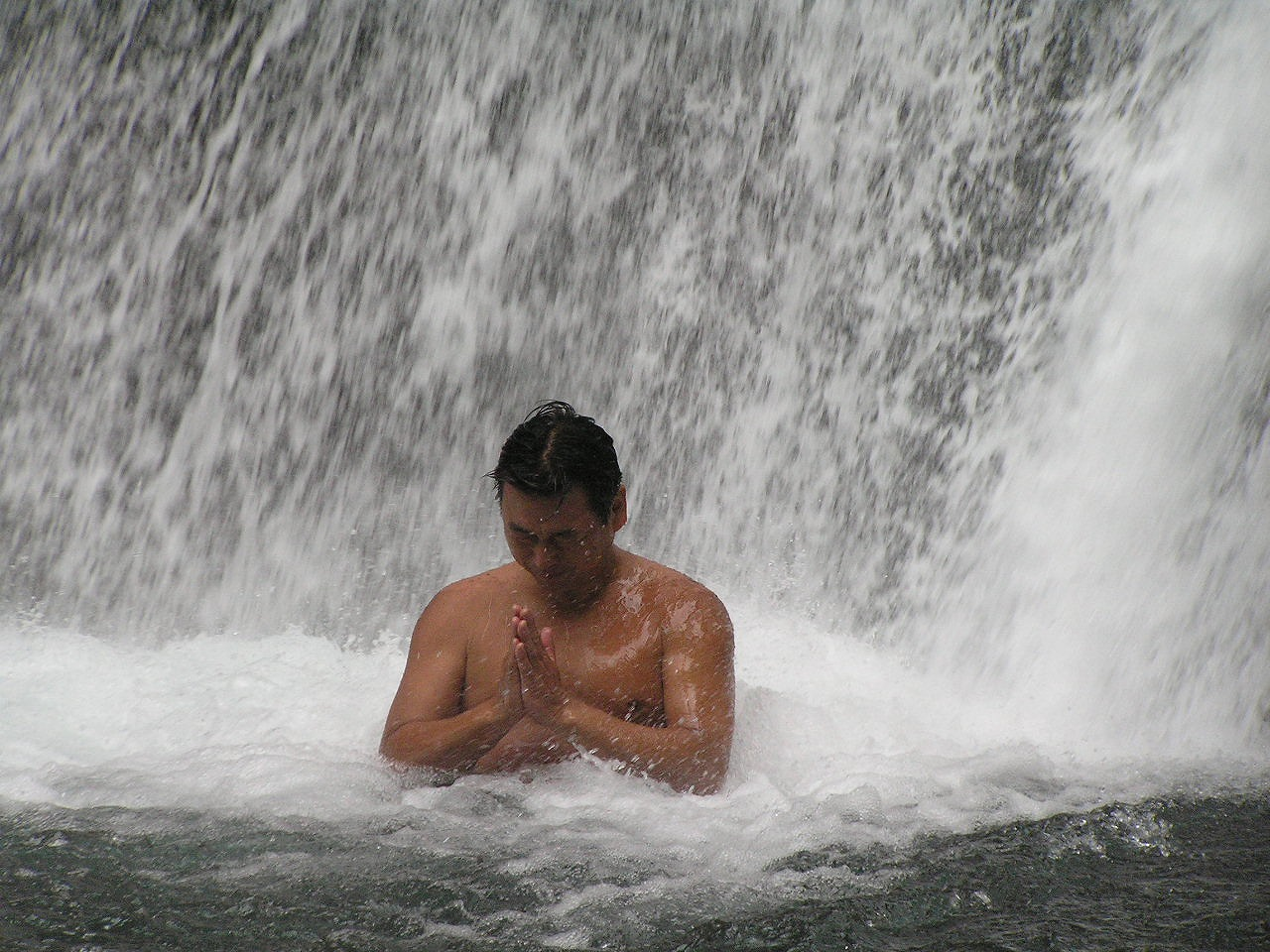
冬季の滝行はかなりの苦痛を伴う

苦行（くぎょう、サンスクリット: तपस् tapas）とは、身体を痛めつける事によって自らの精神を高めようとする宗教的行為。禁欲とも密接に関係し、主立った宗教（仏教、ユダヤ教、キリスト教、イスラム教、ヒンドゥー教、神道など）には共通して禁欲主義的な傾向が見られる。

## ヒンドゥー教
ヒンドゥー教ヨーガ・スートラにおいては、タパス (Tapas, तपस्)は、5つのニヤマ（推奨事項）のひとつである。

## 仏教における苦行
開祖釈迦本人は出家した後、断食などを伴う激しい苦行を積んだが、悟りを開いてからは、苦行はいたずらに心身消耗するのみで、求めていたもの（真理）は得られぬと説いている（初転法輪）。

比丘たちよ、世の中には二つの極端がある。出家者はそれに近づいてはならない。何が二つの極端なのか。

一つめは、欲と愛欲や貪欲をよしとすることで、これらは下劣かつ卑賤、つまらぬ人間のやることで、無意味で無益である。

二つめは、自分に苦難を味わわせることは、苦痛であり、無意味で無益である。

比丘たちよ、如来はこの二つの極端を捨て、中道を認知したのである。

それこそが、観る眼を生じ、英知を得、證智をもち、定（サマーディ）、涅槃に至る道である。
—大犍度, パーリ仏典, 38 Mahakkhandhakaṃ, Sri Lanka Tripitaka Project

## キリスト教における苦行

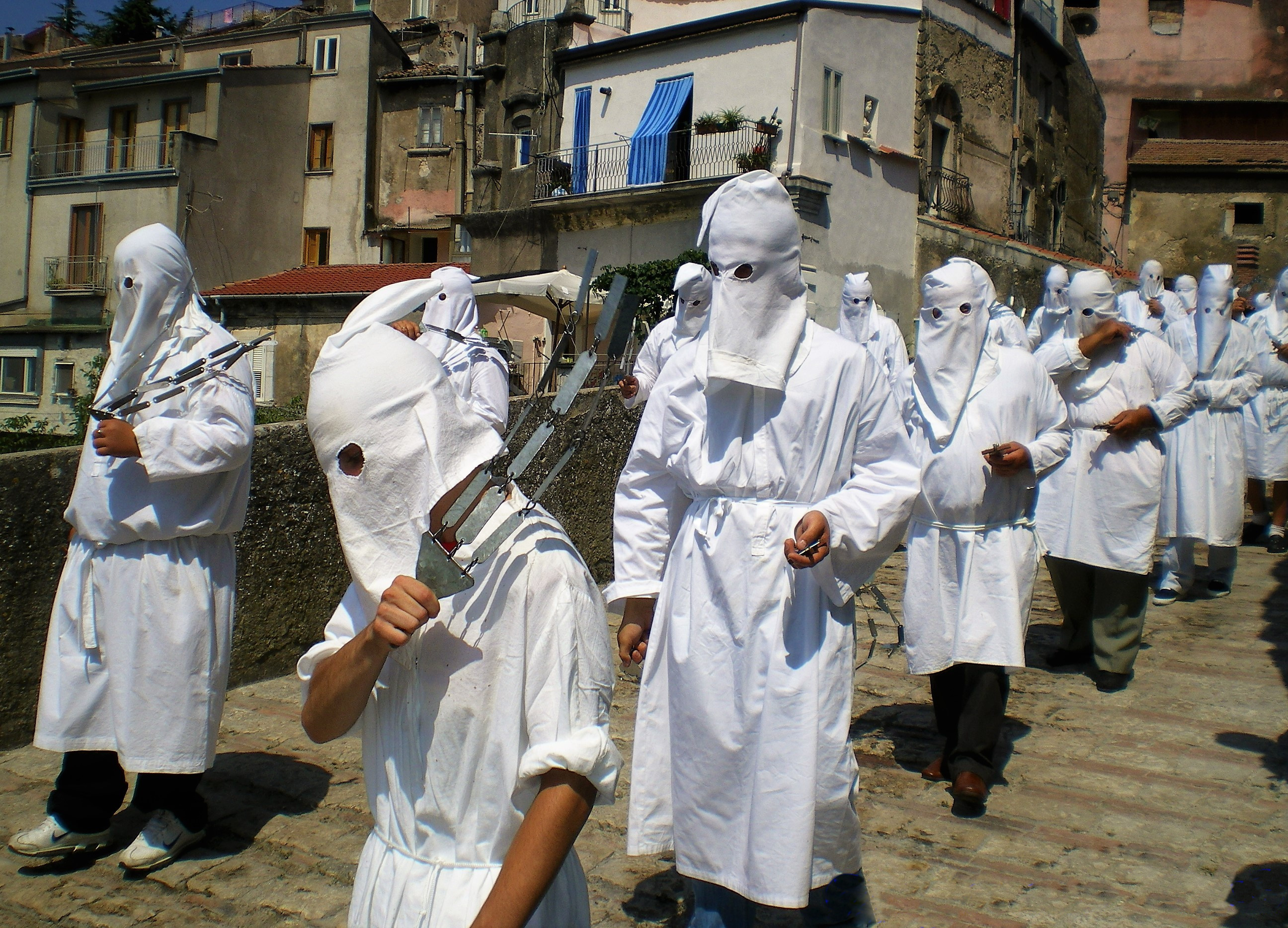
スペインのキリスト教団体Confraternity of penitentsによる鞭を打ちながら7時間の行進を行う修行

イエス本人も荒野での修行や十字架刑に架けられるという苦行を経ているが、正統派教義では外在存在である神への信仰を重視するため、内にある神性を求めるという苦行の動機が薄かった。しかし神秘主義や聖アントニウスに始まる修道士の流れでは禁欲によって神に近づこうという傾向がある。
- 登塔者 - キリスト教で塔の上で生活する禁欲苦行を行った者
- 鞭打ち苦行者（英語版）（Flagellant） - 1260年ごろのイタリアのペルージャで最初に確認されヨーロッパに広がったが、1261年にローマ教皇が禁止令を発していったんは鎮まったが、その後も度々現れる[1]。日本では、キリスト教の伝道師が持っていた苦行の鞭ジシピリナ由来のオテンペンシャという麻製のひもを束ねた道具を使用した[2][3]。

14世紀のイタリアではペストの流行によって社会不安が蔓延し、ドミニコ会修道士の指導のもと鞭で体を打つことで贖罪を行い、功徳を得ようとする鞭打ち苦行を行う組織が現れた。鞭打ち苦行団はドイツとフランスでも組織されたが、ペストの被害が深刻になるにつれてローマ教皇にも統制が取れない事態となった。

## イスラム教における苦行
ラマダーンと呼ばれる月の1ヶ月間の日の出から日没までの間に、食料品・水分の摂取を控える断食が行われるほか、喫煙と性行為も禁止されている。しかし、ムスリムの間ではこれを苦行と思う人がほとんどおらず、むしろ連帯を感じる大切な時期と考えられる。
また、シーア派では、アーシューラーにターズィエと呼ばれる殉教者であるイマーム・フサインを追悼する行事が行われる。そのなかで、自らの身体を鞭打ったり刀で傷つけるといった苦行を通じて、殉教者が受けた苦痛を信徒が追体験する儀式が存在する。
スーフィズムでは、体を回転させる回旋舞踊(セマー)でファナーと呼ばれる神との神秘的合一を目指す修行が行われる。

## 仮説
脳科学によれば神経伝達物質のエンドルフィンは、一定以上の苦痛を受けるとそれを緩和するために幸福感をもたらす作用があるといわれる。この説は宗教者が苦行の果てに神や仏を見出す行為に生物学的解釈を与える。